# Чуловичі
Чуло́вичі — село в Україні, у Львівському районі Львівської області. Населення становить 326 осіб. Орган місцевого самоврядування - Великолюбінська селищна рада.

## Розташування
Територією села протікає річка Верещиця, яка впадає у Дністер, та річка Солониця, яка впадає у Верещицю. Чуловичі межує з півночі зі селом Бірче, з північного заходу з селом Піски, з південного заходу з селом Катериничі, з півдня з селом Якимчиці. 
Чуловичі розташовані в мальовничому місці, оточеному лісами та полями.
Відстань по трасі до райцентру, м. Городок, через м. Комарно становить приблизно 26 км.
На північ від села розташований ландшафтний заказник «Урочище Солониця»Унікальні джерела, якими живиться річка Солониця, мають карстове походження. Мінеральні води сірководневих джерел Солониці за показниками не мають аналогів. За результатами, здійсненого інститутом хімії та хімічних технологій НУ «Львівська політехніка» кандидат хімічних наук Ф. І. Цюпко стверджує, що вода із Солониці за хімічними складниками подібна до лікувальних вод Немирова й Великого Любеня.[джерело?]

## Історія
У податковому реєстрі 1515 року село документується як спустошене.
- Ранні згадки: Перша письмова згадка про Чуловичі датується 1578 роком. Це означає, що село має досить давню історію. У ті часи землі належали різним шляхетським родам.
- Період Речі Посполитої: У складі Речі Посполитої село входило до Львівського повіту Руського воєводства. Мешканці займалися землеробством, скотарством та різними ремеслами.
- Австро-Угорська імперія: Після поділів Польщі Чуловичі опинилися у складі Австро-Угорської імперії (з 1772 року). Цей період характеризувався певним економічним розвитком, хоча життя селян залишалося важким.
- Період міжвоєнної Польщі: Після Першої світової війни та розпаду Австро-Угорщини, Чуловичі увійшли до складу Польщі (Другої Речі Посполитої).
- Друга світова війна та радянський період: У 1939 році Західна Україна була приєднана до Української РСР. Чуловичі пережили німецьку окупацію під час Другої світової війни. У радянський період село входило до Городоцького району Львівської області. Було організовано колгосп, розвивалася соціальна інфраструктура.
- Незалежна Україна: З 1991 року Чуловичі є частиною незалежної України. У 2020 році, в рамках адміністративно-територіальної реформи, село увійшло до складу новоствореного Львівського району.

## Сучасність
В селі є дерев'яна церква СВ. АП. ФИЛИПА 1891 [Архівовано 6 травня 2016 у Wayback Machine.], збудована 1891 року. 